# Jeremy Toljan
Jeremy Isaiah Richard Toljan (* 8. August 1994 in Stuttgart) ist ein deutscher Fußballspieler. Er steht seit Juli 2025 bei UD Levante unter Vertrag und ist ehemaliger deutscher Nachwuchsnationalspieler.

## Karriere

### Vereine
Der Sohn einer Kroatin und eines Afroamerikaners gelangte über den SV Grün-Weiss Sommerrain und den TSV Steinhaldenfeld, beide im Osten Stuttgarts gelegen, in die Jugend der Stuttgarter Kickers. Von dort aus ging er später in die Jugend vom VfB Stuttgart. 2011 wechselte er zur TSG 1899 Hoffenheim.
Während der Saison 2012/13 rückte Toljan in den Bundesligakader der Hoffenheimer Mannschaft und stand am nächsten Spieltag im Kader. Sein Debüt in der Fußball-Bundesliga gab er am 8. Spieltag der Saison 2013/14 im Spiel gegen den 1. FSV Mainz 05, da der Stammverteidiger Fabian Johnson verletzt ausgefallen war. Auch am folgenden Spieltag wurde von Anfang an eingesetzt und spielte, genau wie gegen Mainz 05, 90 Minuten durch. Parallel war er auch im Kader der zweiten Mannschaft in der Regionalliga Südwest aktiv. Bei der 2:4-Niederlage gegen den VfL Wolfsburg am 17. Oktober 2015, dem 9. Spieltag der Bundesliga-Saison 2015/16, erzielte Toljan mit dem 1:2 seinen ersten Bundesligatreffer.
Im August 2017 wechselte Toljan zu Borussia Dortmund, wo er einen Vertrag bis zum 30. Juni 2022 unterschrieb. In seiner ersten Spielzeit war der Stuttgarter bis zu seinem verletzungsbedingten Ausfall sowohl unter Peter Stöger als auch dessen Nachfolger Peter Bosz Stammkraft auf beiden defensiven Außenbahnen. Nachdem Toljan unter dem neuen BVB-Trainer Lucien Favre in der Hinrunde 2018/19 zu keinem Pflichtspieleinsatz gekommen war, wurde er im Januar 2019 am letzten Tag der Transferperiode bis zum Ende der Saison an den schottischen Erstligisten Celtic Glasgow verliehen. Der Verteidiger debütierte in der Premiership am 3. Februar 2019, als er beim 2:0-Sieg Celtics gegen den FC St. Johnstone in der 46. Minute für Mikael Lustig eingewechselt wurde. Toljan stand in 14 Pflichtspielen für Celtic auf dem Platz und holte mit dem Klub das Double aus Meisterschaft und Pokal.
Anfang Juli 2019 kehrte Toljan mit dem Beginn der Vorbereitung zunächst zu Borussia Dortmund zurück. Nach einigen Tagen im Mannschaftstraining wechselte er am 11. Juli bis zum Ende der Saison 2019/20 auf Leihbasis zum italienischen Erstligisten US Sassuolo Calcio, bei dem er sich im Herbst auf der rechten defensiven Außenbahn einen Stammplatz erarbeiten konnte. Ende Juni 2020 gab Sassuolo bekannt, das Leihgeschäft mit dem BVB für eine weitere Saison verlängert zu haben. Nach einer unbekannten Anzahl weiterer Pflichtspiele griff eine Kaufoption und Toljan wurde für eine Ablösesumme in Höhe von 5 Mio. Euro fest verpflichtet. Am Ende der Saison 2023/24 stieg Toljan mit Sassuolo in die Serie B ab. In der folgenden Spielzeit 2024/25 gelang der direkte Wiederaufstieg als Zweitligameister.
Im Sommer 2025 wechselte er zum La-Liga-Aufsteiger UD Levante.

### Nationalmannschaft
Toljan nahm mit der U17 des DFB an der EM 2012 in Slowenien teil und erreichte dort das Finale gegen die Niederlande. Anschließend bestritt er mehrere Länderspiele in der U19. Von 2013 bis 2014 war für die U20 aktiv. Am 26. Mai 2015 wurde er von Bundestrainer Horst Hrubesch in den vorläufigen Kader der deutschen U21-Auswahl für die Europameisterschaft 2015 in Tschechien berufen. Sein erstes Länderspieltor war der Siegtreffer zum 1:0 im Spiel gegen die türkische Auswahl am 10. November 2016 in Berlin.
Am 15. Juli 2016 wurde er in den Kader des DFB für die Olympischen Sommerspiele 2016 in Rio de Janeiro berufen. Er gewann mit der Mannschaft die Silbermedaille. Am 1. November 2016 wurde ihm zusammen mit der Olympia-Fußballmannschaft das Silberne Lorbeerblatt verliehen. Bei der U21-EM 2017 in Polen kam Toljan in jedem Spiel über die volle Distanz zum Einsatz und gewann schließlich mit Deutschland den Titel. Mit der Vorlage zum Siegtreffer durch Mitchell Weiser im Finale gegen Spanien und zwei weiteren Vorlagen in den Spielen gegen England und Dänemark hatte er maßgeblichen Anteil am Turniersieg.

## Erfolge
Verein
- Schottischer Meister: 2018/19 (Celtic Glasgow)
- Schottischer Pokalsieger: 2018/19 (Celtic Glasgow)
- Italienischer Zweitligameister und Aufstieg in die Serie A: 2024/25 (US Sassuolo Calcio)

Nationalmannschaft
- U21-Europameister: 2017
- Olympische Silbermedaille: 2016

Auszeichnungen
- 2016: Silbernes Lorbeerblatt – Für die Olympische Silbermedaille[12]

## Sonstiges
Toljan besitzt nur die deutsche Staatsbürgerschaft, wäre allerdings aufgrund der Herkunft seiner Eltern auch für die kroatische und US-amerikanische Nationalmannschaft spielberechtigt.